# Gens Servília
La gens Servília (llatí: Servilia gens) va ser una gens romana originalment patrícia i després també plebea. Segons la tradició, era una de les cases d'Alba Longa portades a Roma per Tul·lus Hostili i convertides en famílies patrícies, inclosa en el grup de les minores gentes. Va ser una gens rellevant en l'època republicana i apareixen diverses vegades als Fasti. Encara apareixen Servilii al període imperial.
El primer Servili que va ser cònsol era Publi Servili Prisc Estructe l'any 495 aC, i el darrer, Quint Servili Silà, cònsol amb Còmmode el 189. La importància, doncs, de la gens Servília va durar gairebé 600 anys. Com altres gens romanes, els Servilii tenien els seus propis objectes sagrats, i Plini diu que retien culte a una triena, o moneda de coure, que augmentava o disminuïa de mida segons els moments, indicant així l'augment o la disminució dels honors de la gens.
El nom de la família és un cognom patronímic, basat en el prenom Servi, significantel que manté fora de perill o preserva. És de suposar que aquest era el nom de l'avantpassat de la gens. Els Servili es van dividir en nombroses famílies, que van usar els cognoms Ahala, Axil·la, Cepió, Casca, Gemin, Glàucia, Glòbul, Prisc (amb l'agnomen Fidenat), Rul·lus, Estructe, Tuca i Vàcia (amb l'agnomen Isàuric). Els noms més usats per la gens eren Quint, Gai, Publi, Gneu, Espuri i Marc.

## Personatges

### República antiga
Els primers servilis portaren els cognomina Prisc, Fidenat, Estructe i Ahala, però sovint apareixen confosos als manuscrits i a les mateixes inscripcions. No es coneix la relació que tenien entre ells.
- Publi Servili Prisc Estructe, cònsol el 495 aC.[a]
- Quint Servili Prisc Estructe, magister equitum el 494 aC.[b]
- Gai Servili Estructe Ahala, cònsol el 478 aC i mort el mateix any, el primer de portar el cognomen Ahala.
- Espuri Servili Estructe, cònsol el 476 aC.[c]
- Quint Servili Estructe Prisc, cònsol els anys 468 aC i 466 aC.[d]
- Publi Servili Prisc, cònsol el 463 aC.[e]
- Gai Servili Ahala, magister equitum el 439 aC.[f]
- Gai Servili Estructe Ahala, cònsol el 427 aC i tribú consular els anys 419, 418 i 417 aC.[g]
- Quint Servili Prisc Fidenat, dictador romà el 435 i 418 aC, mort el 390 aC, conqueridor de Fidenes i el primer de portar el cognomen Fidenat.[h]
- Gai Servili Ahala, tribú consular els anys 408, 407 i 402 aC.[i]
- Quint Servili Fidenat, tribú consular sis vegades entre el 402 i el 386 aC.[j]
- Gai Servili Ahala, magister equitum el 389 aC.
- Quint Servili Fidenat, tribú consular els anys 382, 378 i 369 aC.[k]
- Espuri Servili Prisc, censor el 378 aC.
- Quint Servili Ahala, cònsol els anys 365, 362 i 342 aC i dictador el 360 aC.[l]